# Кузано-Мутри
Кузано-Мутри (итал. Cusano Mutri) — коммуна в Италии, располагается в регионе Кампания, подчиняется административному центру Беневенто.
Население составляет 4396 человек (на 2004 г.), плотность населения составляет 76 чел./км². Занимает площадь 59 км². Почтовый индекс — 82033. Телефонный код — 0824.
Покровителем населённого пункта считается святитель Николай, Мирликийский Чудотворец. Праздник ежегодно празднуется 6 декабря.